# Раздольный (Троицкий район)
Раздольный — упразднённый посёлок в Троицком районе Алтайского края. Входил в состав Гордеевского сельсовета. Упразднён в 2012 г.

## История
Решением Троицкого райисполкома от 11 мая 1960 г. № 171 населённому пункту 3-е отделение госптицеплемсовхоза «Пролетарий» присвоено наименование посёлок Раздольный.

## Население
| 1997 | 1998 | 1999 | 2000 | 2001 | 2002 | 2003 | 2004 | 2005 |
| ---- | ---- | ---- | ---- | ---- | ---- | ---- | ---- | ---- |
| 114  | ↘62  | ↗73  | ↘37  | ↘32  | ↘20  | ↗23  | ↘21  | ↘12  |
| 2006 | 2009 | 2010 |      |      |      |      |      |      |
| ↘7   | →7   | ↘0   |      |      |      |      |      |      |

Национальный состав
Согласно результатам переписи 2002 года, в национальной структуре населения русские составляли 96 %.